# Харьковский подшипниковый завод
Харьковский подшипниковый завод (укр. Харківський підшипниковий завод) — промышленное предприятие в Харькове (Украина), один из крупнейших в СНГ производителей подшипниковой продукции (шариковых и цилиндрических роликовых подшипников) и единственное на Украине предприятие, выпускающее подшипники для железнодорожного транспорта.
Завод занимает территорию в 45,54 га.

## История

### 1945—1991
Строительство подшипникового завода в Харькове (получившего наименование «8-й государственный подшипниковый завод») началось в конце 1944 года. Завод стал первым предприятием подшипниковой промышленности, построенным на территории УССР. 
После окончания Великой Отечественной войны, началось восстановление народного хозяйства страны и потребность в подшипниках, разных по своей конструкции, грузоподъемности, назначению резко возросла. К зиме[чего?] построили первый заводской корпус. Материалы и техника поступали с 1-го, 3-го и 4-го ГПЗ, которые в те годы уже обладали большим опытом организации производства и выпуска подшипников. Из Москвы, Куйбышева, Саратова прибыли специалисты токарного, шлифовального, инструментального дела.
1 сентября 1946 года коллектив завода освоил изготовление первых трёх типов подшипников 203, 307 и 408.
Пуск первой очереди завода состоялся досрочно, 1 ноября 1947 года. К этому времени завод уже выпускал 14 типов подшипников и сдал государству 200 тыс. штук подшипников.
В 1950-1951 гг. произведено переоснащение завода. Конструкторы решили одну из основных задач — повышение качества продукции и производительности труда. Были созданы автомат для полирования колец, агрегаты для механической переработки стружки, транспортная система доставки подшипников со сборочных операций на упаковку, консервационные установки.
Для завода характерны высокие темпы развития и рост объёмов производства.
За семилетку (1959—1965) объем производства вырос более чем в два раза.
В 1964 году на заводе развернулась подготовка к созданию автоматических линий обработки колец вагонных подшипников и перевода кузнечного производства на новую техническую основу. В результате, завод стал головным предприятием СССР по выпуску вагонных подшипников.
20 августа 1966 года за освоение выпуска новой продукции завод был удостоен ордена Трудового Красного знамени.
К 1967 году завод одним из первых среди предприятий Харькова успешно обеспечил внедрение в производственный процесс элементов производственной эстетики (было произведено озеленение свыше 50% заводской территории посадками туи, серебристой ели и устройством цветников, установлены фонтаны, в главном корпусе студентами-дипломниками Харьковского художественно-промышленного института было выложено настенное панно). В 1967 году завод производил 250 видов подшипников массой от 350 грамм до 45 кг для сельскохозяйственных машин, автомашин, подвижного состава железнодорожного транспорта и авиатехники. В результате, в 1967 году завод был награждён Памятным Красным знаменем компартии Украины.
В ходе девятой пятилетки (1971—1975) была проведена реконструкция производственной базы завода — созданы комплексные механизированные цеха, введены в эксплуатацию 38 автоматических линий, на 130 операциях были введены прогрессивные технологические процессы. Проведённая модернизация позволила на 38 % увеличить производительность труда.
По состоянию на начало 1979 года завод выпускал 400 типоразмеров подшипников массой от нескольких граммов до 45 кг, которые поставлялись промышленности СССР и экспортировались в 40 стран мира.
В 1980-х завод становится головным в стране по поставкам вагонных подшипников. Их производство было организовано на 32 автоматических линиях токарной, шлифовальной и термической обработки. В это же время появляются новые промышленные корпуса.
По состоянию на 1985 год, на заводе действовали свыше 100 автоматизированных линий, производившие около 400 типоразмеров подшипников, применявшихся в сельскохозяйственном машиностроении, автомобильной промышленности, локомотиво- и вагоностроении, электротехнической промышленности.

### После 1991
В 1994 году на базе предприятия создано открытое акционерное общество «Харьковский подшипниковый завод».
В мае 1995 года Кабинет министров Украины внёс завод в перечень предприятий, подлежащих приватизации в течение 1995 года.
В августе 1997 года завод был включён в перечень предприятий, имеющих стратегическое значение для экономики и безопасности Украины.
В 1999 году Индустриальная группа УПЭК приобрела первый крупный пакет акций Харьковского подшипникового завода, в дальнейшем став основным акционером. Оппонентом в этой сделке была американская компания «СигмаБлейзер».
С января 2000 года ХАРП входит в Индустриальную группу УПЭК.
С приходом нового инвестора за счет внедрения новых технологий и усовершенствования системы менеджмента был сделан качественный скачок в производстве и реализации продукции, а именно: 
В 2000 году производство в АО "ХАРП" прошло наблюдательный аудит Международной сертифицирующей организации TUV CERT, подтвердившей соответствии производственной технологии предприятия стандарту ISO 9002, были освоены новые типы подшипников.
2001 год: создано ООО "УПЭК ТРЕЙДИНГ", дистрибьютор АО "ХАРП" с эксклюзивными правами продажи подшипниковой продукции; Организованы торговые представительства; 
создана, эффективно работающая дилерская сеть; восстановлены торговые отношения с «Ростсельмашем», Волжским автомобильным и Минским тракторным заводами; 
принят крупнейший в Харьковской области инвестиционный проект модернизации производства на АО "ХАРП".
2002 год: Расширена номенклатура подшипников и увеличение объемов производства продукции; Заключены новые договора на долгосрочную работу с АО "АвтоВАЗ", СП «АвтоЗАЗ-ДЭУ» и другими крупными промышленными предприятиями; Увеличен объем продаж; Разработан и внедрен новый фирменный стиль; Закончен первый этап технического перевооружения и модернизации производства Харьковского подшипникового завода в рамках инвестиционного проекта.
В 2003 г. завод увеличил объёмы производства на 23 % по сравнению с 2002 годом и произвел 22,293 млн подшипников.
К началу 2004 года завод освоил производство более 500 типов шариковых и роликовых подшипников диаметром от 30 до 320 мм.
В 2006 году завод увеличил чистый доход до 229,7 млн. гривен и завершил год с убытком в размере 13,6 млн. гривен.
В 2007 г. завод освоил производство горячештампованных и токарнообработанных полуфабрикатов и компонентов автомобильных, железнодорожных и индустриальных подшипников, увеличив чистый доход до 311,5 млн. гривен и завершил 2007 год с убытком в размере 4 млн. гривен.
В 2008–2010 гг. на ХАРП (также, как на других предприятиях группы УПЭК) была внедрена комплексная система автоматизации конструкторско-технологической подготовки и компьютерного сопровождения машиностроительного производства (КСА).
В 2009 году ХАРП сертифицировал и приступил к серийному производству новой разработки — сдвоенного подшипника качения закрытого типа (так называемой «цилиндрической кассеты» CRU-дуплекс), предназначенного для установки в корпусы букс грузовых вагонов с нагрузкой на ось 23,5 тонно-сил.
2010 год ОАО «Харьковский подшипниковый завод» закончил с чистым доходом 648,108 млн грн., что на 34,2 % выше показателя 2009 года. По итогам периода завод зафиксировал прибыль в сумме 13,94 млн грн. (в 2009 г. — 35,5 млн грн.).
С 2011 года — преобразование в Публичное акционерное общество «Харьковский подшипниковый завод».
В ходе реализации программы реконструкции производственной базы, в конце марта 2011 на заводе были установлены четыре новых токарных станка с числовым программным управлением производства фирмы "Goodwаy" (Тайвань). В октябре 2011 года завод приобрел и установил две дисковые пилы для получения заготовок колец шариковых подшипников производства немецкой фирмы "Behringer". Кроме того, в июне 2011 года завод заказал три термические печи для закалки колец железнодорожных подшипников производства польской фирмы "Seco/Warwick" (первая из которых была получена летом 2012 года).
Во втором полугодии 2014 года завод снизил объемы производства, в первом полугодии 2015 года сокращение объемов производства продолжилось.
В конце 2015 года на заводе было проведено обновление лабораторного оборудования, в эксплуатацию были введены новые приборы вихретокового контроля дефектов поверхностного слоя колец роликовых подшипников типа ПВК-КМ2.
В марте 2016 года завод освоил производство корпусных подшипниковых узлов и подшипников для импортной сельхозтехники c уплотнением повышенной герметичности "X-SHIELD".

## Руководство
Генеральный директор — Хмель Сергей Иванович.

## Деятельность
Завод является лидером в СНГ по производству подшипников для предприятий сельскохозяйственного машиностроения, а также одним из ведущих поставщиков компаний транспортного машиностроения и железнодорожной отрасли. Продукция ХАРП применяется также в автомобильной, добывающей и электротехнической промышленности, в горно-металлургическом комплексе.
Завод выпускает более 500 типов подшипников наружным диаметром от 30 до 400 мм под торговой маркой HARP (ХАРП), HAPR-AGRO, HARP-AUTO.
На предприятии внедрена система менеджмента качества, соответствующая требованиям международного стандарта ISO 9001:2008 (орган по сертификации — MOODY INTERNATIONAL, Великобритания). На ХАРП ведется подготовка к проведению сертификации по системе ISO/TS 16949:2002.
Разработку и совершенствование продуктов ХАРП на основе современных инженерных решений ведет Инженерный центр Украинское конструкторско-технологическое бюро подшипниковой промышленности (УКТБПП) совместно с Объединенным инженерным центром УПЭК. УКТБПП — ведущий на Украине центр разработки роликовых и шариковых подшипников для железнодорожного и автомобильного транспорта и других отраслей народного хозяйства. 
С 2008 г. УКТБПП — головная организация на Украине по стандартизации в подшипниковой промышленности: ведет разработку новых государственных стандартов и нормативной документации по подшипниковой продукции.